# Shaquille O’Neal
Shaquille Rashaun O’Neal (Newark, New Jersey, 1972. március 6. –) amerikai profi kosárlabdázó, rapper és színész. Négyszeres NBA-bajnok (hármat a Los Angeles Lakersszel, egyet pedig a Miami Heattel nyert meg). 2011 nyarán vonult vissza, utolsó csapata a Boston Celtics volt.

## Pályafutása
Shaquille O’Neal 1972. március 6-án született a New Jersey állambeli Newarkban.
A Louisiana State University-n folytatta iskolai tanulmányait. Az egyetemről 1990-ben, 1991-ben és 1992-ben is bekerült az év legjobb egyetemista kezdőötösébe. Az NBA-csapatok közül Orlando Magic volt a szerencsés, aki az 1992-es draft folyamán elsőként választhatott, és el is vitte Shaquille O’Nealt.
Már a bajnokság első hetében a hét játékosának választották. A bajnokság során a pontszerzésben a nyolcadik, a lepattanó gyűjtésben és a blokkolásban második helyet szerezte meg. Nem volt kétséges a helye az év újoncötösében, és természetesen az év újonca címet is megkapta. Michael Jordan színre lépése óta ő volt az első újonc, aki rögtön megismerkedhetett az All-Star gálák hangulatával.
Az 1993–94-es szezonban még tovább javult a teljesítménye. Nagy szerepe volt ebben Brian Hillnek, a Magic edzőjének, aki nem sajnálta a fáradságot, hogy tovább csiszolja Shaq technikai tudását. Való igaz, hogy volt mit. Jellemző volt O’Neal akkori játékára, amit csapattársa Oliver Miller mondott: "Mindig csak ugyanazt csinálja. Megkapja a labdát, fordul egyet és zsákol." Lehet, hogy így volt, de ez meccsenként 29,3 ponthoz volt elég, amelynél csak David Robinson volt ponterősebb.
Az 1994-es férfi kosárlabda-világbajnokságot megnyerték a válogatottal, és O’Nealt választották a torna legjobbjának.
1994–95-ben a liga egyik legjobb dobóhátvédje, Anfernee Hardaway, Nick Anderson, Dennis Scott és a Chicagótól távozó Horace Grant személyében már minőségi partnerek vették körül. A csapat egyre jobb lett, otthonukban 41 mérkőzésből csak a Seattle és a Utah ellen veszítettek az alapszakaszban. A kelet-nyugat gálán O’Neal 22 pontig jutott. O’Neal a bajnokságban a liga pontkirálya lett, míg csapata bekerült a bajnokság döntőjébe, túllépve az akkor éppen hogy visszatérő Michael Jordan vezette Bullson.
A fináléban a címvédő Houston Rocketsszel találkozott az Orlando. Az első hazai mérkőzés melyen 118–120-as vendégsiker született után már előnybe került a Hakeem Olajuwon vezérelte Rockets, és végül 4–0-s összesítéssel nyerte a bajnokságot.
O’Neal életében két fontos évszám közül egyik az 1996-os volt, azonkívül, hogy olimpiai bajnok lett az USA válogatottjával, Atlantában, illetve a Los Angeles Lakershez igazolt 7 évre 120 millió dollárért (!), valamint megszületett első gyermeke, Taahirah.
Az 1997–98-as idényben a Lakers volt az NBA titkos esélyese és sokan vártak egy Lakers–Bulls álomdöntőt, ám a Karl Malone vezette Jazz keresztül húzta a Los Angeles-iek számításait.
1998–99-es "csonka" idényben a San Antonio Spurs és centere David Robinson ért fel a csúcsra, ugyancsak áthúzva az O’Neal vezette Lakers számításait.
2000 Shaquille O’Neal életének másik fontos éve. A Lakershez igazolt Phil Jackson sztár edzővel, a fiatal Kobe Bryanttel és a nagyszerű tripladobó, Glen Rice-szal teljesült O’Neal álma és a Lakers lett a millenniumi bajnok!
Februárban az All Star legértékesebb játékosának választották Tim Duncannel együtt, majd a szezon végén az alapszakasz legértékesebb játékosa MVP lett, ráadásul a döntőbeli teljesítményének elismeréseként ugyancsak ő kapta meg az Final MVP díjat. Csupán két embernek sikerült O’Neal-on kívül egy évben mind a három címet megszerezni! Willis Reednek és Michael Jordannek.
A Lakers kétszer egymás után tudta megvédeni a címét (2001, 2002), és a folytatásban is Shaquille O’Neal lett a döntő legértékesebb játékosa (Final MVP).
A 2002–2003-as szezon Lakerse csak nevében emlékeztetett a háromszoros bajnokra, Shaquille O’Neal gyengélkedése Kobe Bryant előretörését hozta, de Bryant bármennyire is kiváló játékos volt, nem tudta bajnoki gyűrűig vezetni a Lakerst.
A 2003–2004-es idényre olyan hírességek érkeztek a csapatba, mint Karl Malone és Gary Payton, akik szinte "fillérekért" írták alá a szerződésüket, ugyanis azért szerződtek Los Angelesbe, hogy végre bajnokok legyenek.
A 2004-es All-Star gálát Los Angelesben rendezték, ahol Shaquille O’Nealt – 2000 után másodszor – a gála legértékesebbjének választották, ám hiába All-Star MVP cím, hiába győzte le a Lakers nyugatot, a rájátszás fordulóiban, a döntőben elvérzett a Detroit Pistonsszal szemben, majd eztán robbant a bomba, és újra előtörtek a felszín alatt megbúvó ellentétek, mely odáig vezetett, hogy a vezetőség, O’Neal kérésére két csapatot is felforgató kontraktusban elcserélte Shaquille O’Nealt, a Miami Heat három játékosáért cserébe, s ezzel véget ért a Shaq-Kobe éra.
Shaquille O’Neal átigazolása a „napfényes” Floridába új kezdetet jelentett a Miami Heat csapatának.
A fiatal és tehetséges Dwyane Wade-del összejátszva, az egykori, ugyancsak Lakers-edző Pat Riley irányítása alatt a csapat a 2005–2006-os idény NBA-döntőjében, 2–0-s állásról tudott fordítani a Dallas Mavericksszel szemben, így O’Neal immáron negyedik bajnoki gyűrűjét ünnepelhette.
Az elkövetkező években sérülésekkel tarkított időszak következett, végül a 2008-as idény elején Shaquille O’Neal a Phoenix Suns csapatához igazolt.
2009. február 15-én, Phoenixben az All-Star gála legértékesebb játékosának (MVP) járó díjat egykori csapattársával, Kobe Bryanttel együtt, megosztva kapták: a 27 pontig jutó Kobe Bryant és a 11 perc alatt 17 pontot vállaló Shaquille O’Neal egyaránt harmadszor részesültek az elismerésben.
A nyáron a Phoenix a Cleveland Cavaliersnek adta el játékjogait Ben Wallace-ért, Alekszandar Pavlovicsért, egy 2010-es draft-játékosért a második körből és némi készpénzért cserébe.
Miután LeBron Jamesszel egyesülve sikertelen szezont értek el, mivel a Keleti-főcsoport döntőben kikaptak a Boston Celticstől. A holtszezonban O’Neal átigazolt a bostoni együtteshez, hogy megpróbáljon közel 39 évesen újabb aranygyűrűt megkaparintani, a Celtics azonban a főcsoport elődöntőjében kiesett a LeBron Jamesszel felálló Miami Heattel szemben.
2011. június 6-án Shaquille a Twitteren és a Facebookon tette közzé a hírt: visszavonul. Tizenkilenc év után felhagy a profi kosárlabdával, de feltehetően nem fog eltűnni az NBA világából.
2016. szeptember 9-én beválasztották a Hírességek Csarnokába.
2017. március 25-én bronzszobrot kapott Los Angelesben a helyi Lakers kosárlabdacsapattal háromszoros bajnok center.

## Filmográfia

### Film
| Év   | Magyar cím              | Eredeti cím         | Szerep                   | Magyar hang         |
| ---- | ----------------------- | ------------------- | ------------------------ | ------------------- |
| 1994 | Csont nélkül            | Blue Chips          | Neon Boudeaux            | Csendes Olivér      |
| 1996 | Kazaam, a szellem       | Kazaam              | Kazaam                   | Kálid Artúr         |
| 1997 | Hamm Burger             | Good Burger         | Önmaga                   | Schmied Zoltán      |
| 1997 | Acélzsaru               | Steel               | John Henry Irons / Steel | Kálid Artúr         |
| 1998 | A játék ördöge          | He Got Game         | Önmaga                   |                     |
| 2001 | Balhé a mosodában       | The Wash            | Norman                   |                     |
| 2001 | Eszement Freddy         | Freddy Got Fingered | Önmaga                   |                     |
| 2004 | Az utolsó gyémántrablás | After the Sunset    | Önmaga                   |                     |
| 2006 | Horrorra akadva 4.      | Scary Movie 4       | Önmaga                   | Király Attila       |
| 2008 | A házinyuszi            | The House Bunny     | Önmaga                   |                     |
| 2011 | Jack és Jill            | Jack and Jill       | Önmaga                   | Schneider Zoltán    |
| 2013 | Nagyfiúk 2.             | Grown Ups 2         | Fluzoo rendőrtiszt       | Kálid Artúr         |
| 2013 | Hupikék törpikék 2.     | The Smurfs 2        | Laza törp (hangja)       | Tokaji Csaba        |
| 2014 | A Lego-kaland           | The Lego Movie      | Önmaga (hangja)          | Bognár Tamás        |
| 2014 | Kavarás                 | Blended             | Doug                     | Barabás Kiss Zoltán |
| 2018 | Kutyaparádé             | Show Dogs           | Karma (hangja)           |                     |
| 2018 | Drew bácsi              | Uncle Drew          | Big Fella                |                     |
| 2019 | Mi kell a férfinak?     | What Men Want       | Önmaga                   | Schneider Zoltán    |
| 2020 | Hubie, a halloween hőse | Hubie Halloween     | DJ Aurora                | Schneider Zoltán    |

## Díjak
- 4× NBA-bajnok (2000–2002, 2006)
- 3× NBA-döntő MVP (2000–2002)
- NBA Most Valuable Player (2000)
- 15× NBA All-Star (1993–1998, 2000–2007, 2009)
- 3× NBA All-Star-gála MVP (2000, 2004, 2009)
- 8× All-NBA Első csapat (1998, 2000–2006)
- 2× All-NBA Második csapat (1995, 1999)
- 4× All-NBA Harmadik csapat (1994, 1996, 1997, 2009)
- 3× NBA All-Defensive Második csapat (2000, 2001, 2003)
- NBA Az év újonca (1993)
- NBA Első újonc csapat (1993)
- 2× NBA legtöbb pont (1995, 2000)
- NBA 50th Anniversary Team
- AP Az év játékosa (1991)
- UPI Az év játékosa (1991)
- 2× Consensus All-American Első csapat (1991, 1992)
- 2× SEC Az év játékosa (1991, 1992)
- NCAA legtöbb blokk (1992)
- NCAA legtöbb lepattanó (1991)
- FIBA Világbajnok MVP (1994)
- USA Basketball Az év férfi sportolója (1994)
- McDonald's All-American-mérkőzés Co-MVP (1989)
- Parade All-American Első csapat (1989)
- Texas Mr. Basketball (1989)
- Olimpiai bajnok (1996)
- FIBA Világbajnok (1994)

Visszavonultatott mezszámok:
- LSU Tigers – 33
- Los Angeles Lakers – 34
- Miami Heat – 32

## Önéletrajza magyarul
- Shaq vágatlanul. Az én történetem; közrem. Jackie MacMullan, ford. Szabó Mihály István, Szabó György András; G-Adam, Budapest, 2023

## További információ
- Hivatalos oldal
- Shaquille O’Neal a Facebookon
- Shaquille O’Neal a PORT.hu-n (magyarul)
- Shaquille O’Neal az Internetes Szinkronadatbázisban (magyarul)
- Shaquille O’Neal az Internet Movie Database-ben (angolul)
- Shaquille O’Neal a Rotten Tomatoeson (angolul)